# Sartajada
Sartajada è un comune spagnolo di 117 abitanti situato nella comunità autonoma di Castiglia-La Mancia.